# Підводні човни типу «Веліант»
| ПЧА типу Веліант                                             | ПЧА типу Веліант                                                                        | ПЧА типу Веліант                                                                        |
| ------------------------------------------------------------ | --------------------------------------------------------------------------------------- | --------------------------------------------------------------------------------------- |
| Valiant class submarines                                     |                                                                                         |                                                                                         |
|                                                              |                                                                                         |                                                                                         |
| ПЧА «Ворспайт», типу «Веліат», в протоці Гібралтар, 1970 рік |                                                                                         |                                                                                         |
| Під прапором                                                 | Велика Британія                                                                         | Велика Британія                                                                         |
| Спуск на воду                                                | 1966—1967 рр (2 човни)                                                                  | 1966—1967 рр (2 човни)                                                                  |
| Виведений зі складу флоту                                    | 1991—1994 рр                                                                            | 1991—1994 рр                                                                            |
| Проєкт                                                       |                                                                                         |                                                                                         |
| Тип ПЧ                                                       | Підводні човни атомні багатоцільові (ПЧА)                                               | Підводні човни атомні багатоцільові (ПЧА)                                               |
| Класифікація НАТО                                            | SSN Valiant                                                                             | SSN Valiant                                                                             |
| Основні характеристики                                       |                                                                                         |                                                                                         |
| Швидкість (надводна)                                         | 20 вузлів (37 км/год)                                                                   | 20 вузлів (37 км/год)                                                                   |
| Швидкість (підводна)                                         | 29 вузлів (57 км/год)                                                                   | 29 вузлів (57 км/год)                                                                   |
| Робоча глибина занурення                                     | 210 м                                                                                   | 210 м                                                                                   |
| Гранична глибина занурення                                   | 300 м                                                                                   | 300 м                                                                                   |
| Автономність плавання                                        | біля 70 діб                                                                             | біля 70 діб                                                                             |
| Екіпаж                                                       | 103 особи                                                                               | 103 особи                                                                               |
| Розміри                                                      |                                                                                         |                                                                                         |
| Довжина найбільша (по КВЛ)                                   | 86,9 м                                                                                  | 86,9 м                                                                                  |
| Ширина корпусу найб.                                         | 10,1 м                                                                                  | 10,1 м                                                                                  |
| Середня осадка (по КВЛ)                                      | 8,2 м                                                                                   | 8,2 м                                                                                   |
| Водотоннажність надводна                                     | 4400 т.                                                                                 | 4400 т.                                                                                 |
| Озброєння                                                    |                                                                                         |                                                                                         |
| Торпедно- мінне озброєння                                    | Носові: 6 ТА калібру 533-мм типу «Tigerfish» (32 торпеди Mk8, Mk24 або 64 міни Mk5, Mk6 | Носові: 6 ТА калібру 533-мм типу «Tigerfish» (32 торпеди Mk8, Mk24 або 64 міни Mk5, Mk6 |
| Ракетне озброєння                                            | 6 крилатих ракет UGM-84B «Саб Гарпун»                                                   | 6 крилатих ракет UGM-84B «Саб Гарпун»                                                   |
| Зображення на Вікісховищі                                    |                                                                                         |                                                                                         |

Підводні човни типу «Веліант» (англ. Valiant, укр. Сміливий) — тип ПЧА багатоцільового ВМС Великої Британії. Було побудовано і передано флоту 2 човни. Перший проєкт британських ПЧА спроєктованих і побудованих без допомоги США

## Історія
Човни типу «Веліант» засновані на проєкті «Дредноут» і спроєктовані на початку  1960-их років. У порівнянні з «Дредноут» човни «Веліант» стали довшими на 6 метрів, повна водотоннажність зросло з 4 000 до 4 900 тонн. Зниження шумів човнів при русі на головній енергетичній установці було досягнуто шляхом полірованої обробки поверхні корпусу. Крім реактора нової моделі «Веліант» отримали по одному дизель-електричному генераторі малого ходу. В інших деталях, які не стосувалися енергетичної установки, «Веліант» були ідентичні до «Дредноут». Всього з 1960 по 1967 було побудовано два підводні човни проєкту: «Веліант» і «Ворспайт».

## Експлуатація

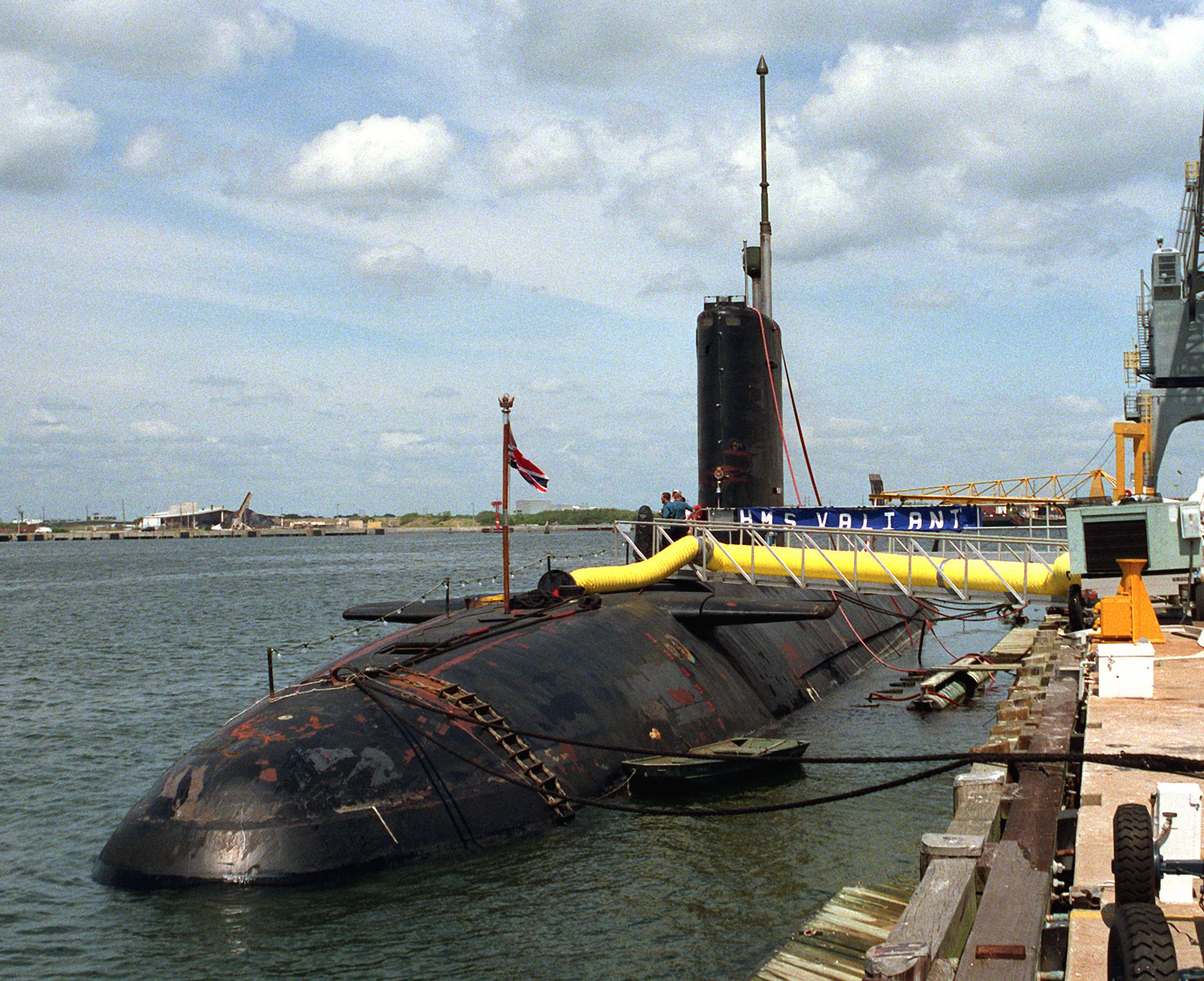
«Веліант»

Підводні човни типу «Веліант» використовувалися в роки холодної війни як протичовнові атакуючі субмарини і залишалися на озброєнні Королівського військово-морського флоту Великої Британії майже тридцять років, до середини  1990-их років.  «Веліант» в 1967 у здійснив рекордний для британського флоту перехід, пройшовши без спливання понад 19 000 кілометрів (12 000 миль) з Сингапура в Велику Британію за 29 днів. Обидва човни неодноразово проходили модернізацію, отримавши в результаті однієї з них на озброєння на додаток до торпед крилаті ракети класу  «Гарпун».  «Уорспайт» в жовтні 1968 року в Баренцевому морі зіткнувся з  радянським підводним човном  проєкту 675 (тип Echo- II). 19 жовтня газета Таймс з метою прикриття опублікувала статтю, яка стверджувала, що британський підводний човен зіткнулася з айсбергом. Проєкт вважався дуже вдалим, на основі «Веліант» були створені перші британські  стратегічні підводні ракетоносці типу «Резолюшен».

## Бойове використання
В 1982 році обидва підводні човни брали участь у Фолклендській війні.

## Сучасний статус
«Ворспайт» був списаний у 1991 році, «Веліант» виведений зі складу флоту в 1994 році у зв'язку з поломками в системі охолодження реактора.

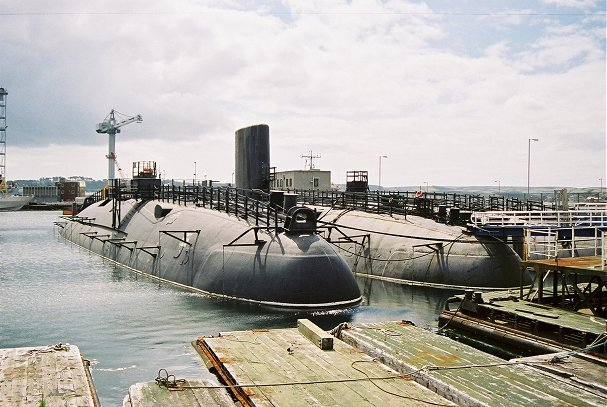
HMS Warspite (ліворуч), HMS Conqueror (в центрі) і HMS Valiant (на задньому плані) на морській верфі в Плімуті, 26 серпня 2006.

## Представники
| Назва      | Завод. № | Завод              | Зображення | Закладний     | Спущений на воду | Переданий флоту | Виведений з флоту |
| ---------- | -------- | ------------------ | ---------- | ------------- | ---------------- | --------------- | ----------------- |
| «Веліант»  | S 102    | Vickers-Armstrongs |            | 22 січня 1962 | 3 грудня 1963    | 18 липня 1966   | 12 серпня 1994    |
| «Ворспайт» | S 103    | Vickers-Armstrongs |            | 22 січня 1962 | 25 вересня 1965  | 18 квітня 1967  | 1991              |